# Haemaphysalis silvafelis
Haemaphysalis silvafelis este o specie de căpușe din genul Haemaphysalis, familia Ixodidae, descrisă de Harry Hoogstraal și Harold Trapido în anul 1963. Conform Catalogue of Life specia Haemaphysalis silvafelis nu are subspecii cunoscute.